# Miekojärvi
O lago Miekojärvi é um lago da Suécia, localizado na província histórica de Norrbotten. Está localizado entre Övertorneå e Överkalix. É o maior lago de Norrbotten, com uma área de 17,5 km2.